# Ali Fasir
Ali Fasir (* 4. September 1988 in Eydhafushi) ist ein maledivischer Fußballspieler, der bei New Radiant war und seit 2016 bei TC Sport Malé unter Vertrag steht.

## Karriere
Fasir debütierte für Malediven am 10. Juli 2011 beim 1:1 seiner Mannschaft gegen Indien. Er nahm mit seiner Mannschaft an der Fußball-Südasienmeisterschaft 2011 sowie der Fußball-Südasienmeisterschaft 2013 teil.